# 1013年
| 千纪： | 2千纪 |
| 世纪： | 10世纪 \| 11世纪 \| 12世纪                                                                                 |
| 年代： | 980年代 \| 990年代 \| 1000年代 \| 1010年代 \| 1020年代 \| 1030年代 \| 1040年代                             |
| 年份： | 1008年 \| 1009年 \| 1010年 \| 1011年 \| 1012年 \| 1013年 \| 1014年 \| 1015年 \| 1016年 \| 1017年 \| 1018年 |
| 纪年： | 癸丑年（牛年）；契丹開泰二年；北宋大中祥符六年；大理明启四年；越南順天四年；日本長和二年                   |

## 大事记
- 9月20日——《册府元龟》成书。
- 12月15日——丹麥國王八字鬍斯文率軍擊敗英格蘭國王愛塞烈德二世，自稱英格蘭國王。

## 出生
- 禎子內親王，生於長和二年（1013年）七月，為第67代天皇—三條天皇之女三宮，生母為中宮藤原妍子，之後成為69代後朱雀天皇之皇后